# توشیکی ایشیکاوا
توشیکی ایشیکاوا (انگلیسی: Toshiki Ishikawa؛ زادهٔ ۱۰ ژوئیهٔ ۱۹۹۱) بازیکن فوتبال اهل ژاپن است.